# Stegonotus ayamaru
Stegonotus ayamaru — вид змій родини полозових (Colubridae). Ендемік Індонезії. Описаний у 2019 році.

## Поширення і екологія
Stegonotus ayamaru відомі за типовим зразком, зібраним на півострові Чендравасіх на північному заході Нової Гвінеї. Вони живуть у вологих рівнинних тропічних лісах.